# Італійське завоювання Британського Сомалі
Італійське завоювання Британського Сомалі (італ. conquista italiana della Somalia britannica) — військова кампанія Другої світової війни, що проходила в районі Африканського Рогу у серпні 1940 року між військовими силами Італії та Великої Британії; була частиною Східно-Африканської кампанії.

## Передумови
Італія у червні 1940 року вступила в Другу світову війну на боці Німеччини, на той час італійські війська не були готові до тривалої війни в Північній і Східній Африці. Через це Беніто Муссоліні наказав обмежуватися тільки невеликими наступальними операціями на території вздовж кордонів італійських володінь з належними англійцями Єгиптом, Суданом і Кенією.
В кінці червня 1940-го Амадей Савойський, герцог Аостський, генерал-губернатор і віце-король Італійської Східної Африки, переконав своє Верховне Головнокомандування розпочати підготовку до завоювання Британського Сомалі. Король Віктор Емануїл III і Муссоліні погодилися з Амадеєм, початок наступу було заплановано на перші числа серпня 1940 року.

## Сили сторін на момент початку італійського наступу
Італійські війська, які готувалися до наступу на Британське Сомалі, перебували під командуванням Гульєльмо Насі і включали в себе 23 колоніальних батальйони по 5 бригад, 3 батальйони чорносорочечників і 3 загони місцевих жителів-африканців. Італійська армія також мала бронетехніку (танкетки Carro CV3/33 і середні танки M11/39), артилерію, та значну підтримку авіації. Всього війська Італії в регіоні до моменту початку кампанії налічували приблизно 24000 чоловік.
В червні 1940 року британські війська у Сомалі перебували під командуванням підполковника Артура Реджинальда Чвтера — командира Сомалійського корпусу верблюжої кавалерії (Somaliland Camel Corps). До початку серпня Чатер підвищений до бригадного генерала та командував контингентом з приблизно 4000 солдатів, до складу яких входили: власне Сомалійський корпус верблюжої кавалерії, 2-й батальйон Королівських Африканських стрільців з Ньясаленду, 1-й батальйон Північнородезійського полку, 3-й батальйон 15-го Пенджабського полку і 1-ша східно-африканська батарея легкої артилерії, що мала на озброєнні чотири 3,7-дюймові (94-мм) гаубиці. 7 серпня в Британське Сомалі прибуло підкріплення з Адена — 1-й батальйон 2-го Пенджабського полку, 8 серпня — 2-й батальйон полку Чорної варти (шотландських горян). Військам Чейтера не тільки не вистачало артилерії — на озброєнні взагалі не було танків і бронеавтомобілів, але не було і протитанкових рушниць, щоб мати можливість протистояти італійським танкам.

## Початок італійського наступу
У ніч на 3 серпня 1940 року італійська армія перейшла кордон між Італійською Східною Африкою і Британським Сомалілендом. Через скелі висотою до 1400 метрів, які йдуть паралельно узбережжю до 80 км вглиб, існує тільки три проходи до Бербери — центру Британського Сомалі і єдиного великого порту — які уможливлюють проходження колісної і гусеничної техніки. Найпряміша і достатньо широка дорога веде до міста Харгейса. Тому італійці рушили трьома колонами по цим дорогам; західна колона — до невеликого порту Зейла недалеко від кордону з Французьким Сомалі, центральна — до Харгейси і Адалеку (Adalek), східна — до Одвейне й Бурао.
Згідно плану італійців західна колона (генерал-лейтенант Сісто Бертольді, Sisto Bertoldi) мала блокувати Французьке Сомалі, а згодом надіслати невелику частину своїх сил на допомогу східній колоні. Центральна колона ж мала зайняти Харгейсу, після чого розвивати основний наступ на Берберу через перевал Мірго. Східна колона мала завданням рухатися до Одвейне, прикриваючи фланги центральної колони і будучи готовою при необхідності з'єднатися з нею.
5 серпня 1940 порт Зейла був зайнятий західною колоною італійських військ. Якась допомога англійцям від Французького Сомалі тепер була виключена. Після того невеликі сили відокремилися від західної колони та почали просування на південний схід уздовж узбережжя, зайнявши населений пункт Булхар (Bulaxaar). Центральна колона під командуванням генерал-лейтенанта Карло де Сімоне мала справу з великими труднощами через просування гористою місцевістю. У Харгейсі колона була на час зупинена силами корпусу верблюжої кавалерії і північнородезійського полку, однак у де Сімоне було кілька легких танків, які й визначили результат битви; 5 серпня англійці змушені були відступити. Де Сімоне знадобилося 2 дні, щоб закріпитися в зайнятій Харгейсі, після чого його сили відновили наступ через перевал Карр в сторону Туг-Аргана, русла висохлої річки в пагорбах Асса.
Східна колона під командуванням генерал-лейтенанта Бертольо, що включала в основному нерегулярні війська з африканців, досягла Одвейне 6 серпня, а потім рушила до села Ададле, що поблизу Туг-Аргана.
Чейтер на той час посилив корпус верблюжої кавалерії загонами «іллалос» — невеликими загонами з місцевих африканських племен, в мирний час вони виконували поліцейські функції, і, періодично турбуючи італійців короткими сутичками, наказав основним силам відходити до Туг-Агранов.

## Битва при Туг-Аргані

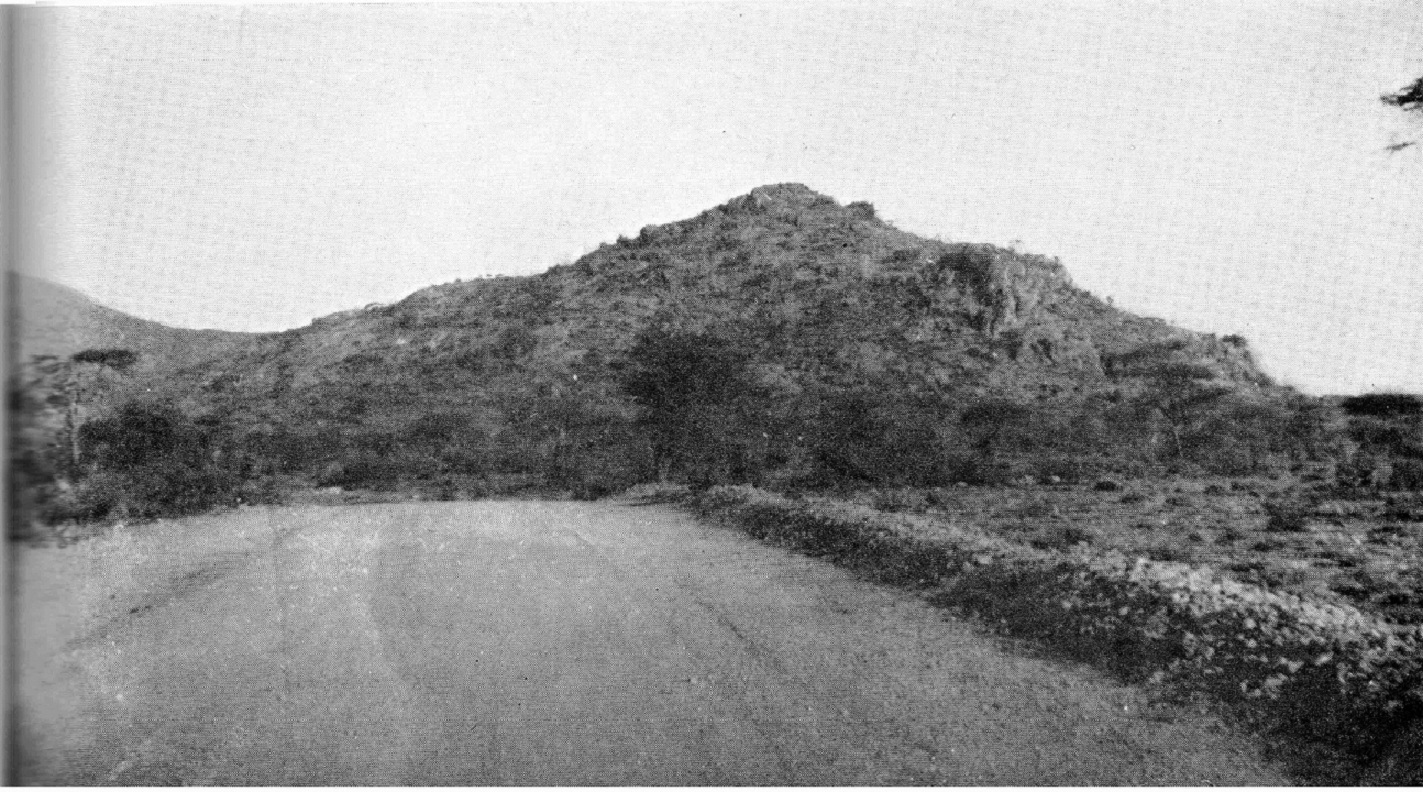
Перевал Туг-Арган. Світлина 1954 року.

До 10 серпня італійські війська під командуванням де Сімоне оточили британські позиції біля Туг-Аргана та почали готуватися до вирішальної атаки.
7-8 серпня в Британське Сомалі прибуло підкріплення: 1/2-й пенджабський полк і 2-й батальйон шотландських горців «Black Watch». Генерал Арчибальд Вейвелл, командувач військами округу Близькосхідного командування в Каїрі, також віддав наказ про відправку в Берберу додаткових батальйонів і артилерії, але це підкріплення не прибуло вчасно. 11 серпня в Берберу прибув новий командувач, генерал-майор Рід Годвін-Остін.
Оборонні позиції британської армії перебували на 6 пагорбах біля єдиної дороги, що веде на Берберу. 11 серпня одна з бригад де Сімоне атакувала пагорб, що оборонявся 3-м батальйоном 2-го пенджабського полку, і захопила його, хоч і зазнавши важких втрат. Англійці зробили дві невдалі контратаки в спробі повернути цей пагорб, однак зуміли відбити напади італійців на два інших пагорби. На наступний день позиції англійців знову були атаковані. До вечора пагорб Мілл був узятий під контроль італійцями, вони розбили північнородезійський полк після важких боїв. При цьому англійці втратили дві з чотирьох гаубиць східноафриканської батареї, і італійські війська закріпилися в пагорбах Асса — на південній стороні ущелини, через яку пролягала дорога на Берберу.
На 13-14 серпня ніяких інших позицій не було зайнято незважаючи на важкі бої, але італійці продовжували зміцнювати свої позиції — шляхом інфільтрації. До 14 серпня становище захисників Бербери стало наближатися до критичного — італійці практично перетнули дорогу на місто, позбавляючи англійців єдиної лінії постачання і можливого відступу. 14 серпня Годвін-Остін повідомив Близькосхідному командуванню — на його думку, подальший опір біля Туг-Аргана безглуздий і, ймовірно, призведе до втрати всіх англійських сил, тоді як відступ дозволить врятуватися 70 % особового складу армії. 15 серпня він отримав наказ: відвести свої війська з Британського Сомалі.
До вечора 15 серпня італійці зайняли пагорб, і після настання темряви захисники Туг-Аргана почали відступ. Шотландські горяни разом з підрозділами 2-го батальйону Королівських африканських стрільців й 1/2-го пенджабського полку сформували ар'єргард біля Баркасана на дорозі до Бербери — приблизно 10 миль за Туг-Арганом.

## Евакуація англійців з Бербери
У той час як англійські війська почали відступ до Бербери, кораблі Королівського флоту розмістилися біля пристані міста, щоб почати евакуацію цивільних і адміністративних чиновників. 16 серпня почалося навантаження прибуваючих військ на очікуючі кораблі. 17 серпня італійська західна колона дійшла до Булхара, за 64 км на захід від Бербери, а центральна і південна з'єдналися біля села Фарук (30 км на південь від Бербери). Англійський корабель HMS Ceres (D59), що патрулював узбережжя, атакував колону італійців і затримав її просування. Сили де Сімоне, що наступали від Туг-Аргана, були дуже обережні і не нападали на ар'єргард Баркасана до пізнього ранку 17 серпня, коли були приведені в дію через рішучу і відчайдушну штикову контратаку шотландських горян. Після настання темряви британський ар'єргард відступив до Бербери. Весь контингент військ Великої Британії та Британської Співдружності відійшов до Бербери з мінімальними втратами, і люди на кораблях розмістилися до вечора 18 серпня, хоча HMAS Hobart (D63) з персоналом Генерального Штабу на борту залишився в Бербері, щоб прийняти на борт тих, хто запізнилися, і продовжити знищення транспортних засобів та палива. Він залишався в Бербері до ранку 19 серпня перед відплиттям у Аден. Загалом було евакуйовано 7000 осіб, включаючи цивільних осіб. Сомалійцям з корпусу верблюжої кавалерії було дано вибір: або евакуація, або розпуск; більшість вирішили залишитися, причому всім їм було збережено зброю.
Англійцям не довелося активно використовувати будь-які засоби захисту під час евакуації. Можливо, причина в тому, що герцог Амадей наказав генералу Насі дозволити англійцям спокійно евакуюватися — він зробив це в надії на можливу мирну угоду між Італією й Великою Британією в майбутньому, яку планувалося укласти через посередництво Ватикану.
19 серпня італійці вступили в Берберу, по тому стали просуватися на південь вздовж узбережжя, щоб завершити завоювання Британського Сомалі. Британська колонія була приєднана до Італійської колоніальної імперії як частина Італійської Східної Африки.

## Втрати
Згідно італійських істориків, під час кампанії по завоюванню Британського Сомалі англійці втратили 250 людей, а італійці — 205. За підрахунками британських істориків, втрати англійців склали 158—260 чоловік, італійців — 2052. Де Сімоне підрахував, що близько тисячі сомалійців з іррегулярних військ, які воювали на боці Великої Британії, були вбиті — з місцевих поліційних формувань під мінімальним контролем британських офіцерів (приблизно як корпус верблюжої кавалерії Чатера). Луїджі Фруші, командувач військами Північного Сектора Італійської Східної Африки, у своїх працях згадував тисячі жертв серед сомалійців з обидвох сторін та вважав, що «bande», які воювали на боці італійців, втратили до двох тисяч чоловік.

## Наслідки
Порт Бербера використовувався італійцями підводними човнами Флотилії Червоного Моря в якості невеликої бази в останні місяці 1940 року.
Прем'єр-міністр Великої Британії сер Вінстон Черчилль критикував Уейвелла за втрату Британського Сомалі, оскільки вважав саме Близькосхідне командування під його керівництвом відповідальним за втрату колонії. Оскільки втрати в кампанії були невеликими, Черчилль вважав, що колонія була залишена без достатньої боротьби з боку військ, і навіть пропонував створити слідчу комісію з цього питання. У відповідь на цю критику Уейвелл відповідав, що Сомалі було класичним прикладом неможливості опору, зважаючи на величезну чисельну перевагу противника. Він відповів Черчиллю, що «методи кривавого м'ясника не є ознакою хорошого тактика». За словами співробітників Черчилля, цією відповіддю Уейвелл привів Черчилля в невимовну лють, більшу, ніж вони коли-небудь бачили, і, ймовірно, інцидент став причиною початку серйозного конфлікту між ними, що в підсумку призвело до відставки Уейвелла.
Британське Сомалі залишалося частиною Італійської Східної Африки протягом кількох місяців. У березні 1941 року 1/2-й пенджабський полк і 3/15-й пенджабський полк висадилися на його узбережжі з Адена і повторно зайняли його територію в ході Східно-Африканської кампанії.
Одним з важливих наслідків кампанії, як писав журнал Time, була «велика втрата престижу англійців, особливо серед арабів».

## Підсумки
Завоювання Британського Сомалі стало єдиною перемогою Італії над союзниками у Другій світовій війні, яка була досягнута без підтримки німецьких військ.
Вторгнення в Британське Сомалі довело, що італійські війська здатні координувати дії військових колон, розділених кілометрами пустелі.
Вторгнення в Британське Сомалі стало першою кампанією, в якій італійці перемогли у Другій світовій війні.
Британське Сомалі стало першою колонією Союзників, захопленою країнами Осі в ході війни.
Кампанія в Британському Сомаліленді в серпні 1940 року була єдиною, в якій британська армія не змогла отримати повноцінної підтримки від Королівських ВПС, показуючи важливість вкладу військово-повітряних сил в перемогу Союзників.
Після відновлення британської влади в Британському Сомалі кілька тисяч італійських солдатів вели партизанську війну.